# Henry More
Henry More   (Grantham, 12 d'octubre de 1614 - Cambridge, 1 de setembre de 1687) va ser un filòsof anglès de l'escola platonista de Cambridge.

## Biografia
Henry va nàixer en Grantham, Lincolnshire. Els seus pares, una família benestant, eren calvinistes, però des de ben petit va tenir un fort sentiment contrari a aquesta creença. En 1631 va ingressar al Christ's College de la Universitat de Cambridge, aproximadament en la mateixa època en la qual la va deixar John Milton. Es va dedicar a l'estudi de la filosofia i durant un temps va ser escèptic, després del qual se centrà en l'estudi dels «escriptors platònics». Va estar fascinat especialment pel neoplatonisme, fascinació que mai no l'abandonaria. La Theologia Germanica va exercir una influència permanent sobre ell.

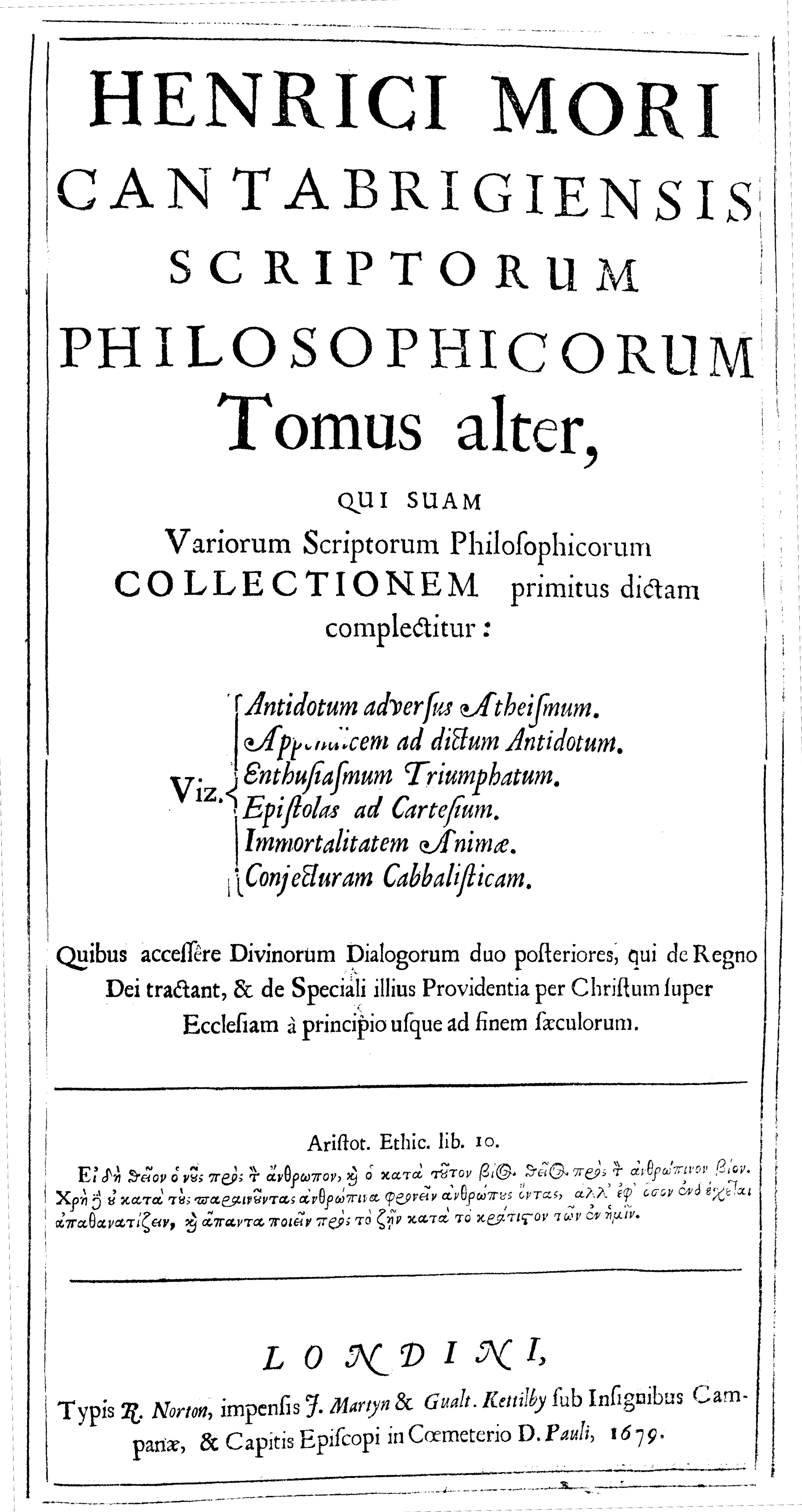
Henrici Mori Cantabrigiensis Opera Omnia, 1679

Després de llicenciar-se va passar a ser membre de la universitat, per la que va rebutjar qualsevol altra opció. En 1675 va acceptar una prebenda a la Catedral de Gloucester, però la va deixar en favor del seu amic Edward Fowler, que seria més tard Bisbe de Gloucester.
More va tenir deixebles d'importància, entre ells una jove dama, germana de Lord Finch, i una figura coneguda de la Restauració anglesa, Anne Conway. Ella i el seu marit van mostrar sempre estima per Henry More, i en el retir dels seus boscos More va escriure molts dels seus llibres. L'entusiasme espiritual de Lady Conway va inspirar algunes de les seues meditacions, a pesar que més tard ella es va unir als quàquers. Va esdevenir amiga no només de More i William Penn, sinó també de Franciscus Mercurius van Helmont (1614-1699) i Valentine Greatrakes, taumaturg del segle xvii. La casa de camp dels Conway, Ragley Hall a Stratford-upon-Avon, es va convertir en el seu centre de treball i estudi. L'obra Divine Dialogues (1688), condensa la seua visió de la filosofia i la religió.
Durant la restauració monàrquica (1660's), després d'Oliver Cromwell, va patir certa persecució per haver estat un dels recolzaments del protectorat, però gràcies a lady Conway i a unes quantes apologies que va escriure en la seva defensa, va aconseguir mantenir el seu status a Cambridge.

## Pensament
En el seu intercanvi epistolar amb René Descartes, More defensà que ningú no podria «demostrar» que els animals no tinguessin ànima o no compartissin amb els humans la possibilitat d'accedir a una vida ultraterrenal. More considerava que el món no havia estat creat sols per als éssers humans, sinó també per a tots els éssers vius. Basant-se en cites bíbliques, afirmava que allò que s'esperava de l'ésser humà era que exercís un domini basat en la compassió, i advertia que la violència desfermada i els maltractes que patien els animals per part dels homes conduïen a que aquests actuessin d'igual forma amb el proïsme.
Spissitude és un terme encunyat per Henry More. El va emprar per a descriure una quarta dimensió espacial en la qual creia que s'estenia el regne espiritual. El terme es refereix a la mesura de la quarta dimensió, de forma anàloga a l'extensió en les altres tres dimensions físiques. Així com les direccions cardinals en les tres dimensions es refereixen als termes dalt/baix, nord/sud i est/oest, la direcció en spissitude es descriu en termes de ana/kata, termes encunyats per Charles Howard Hinton.
Henry More representa el costat teosòfic del grup de Cambridge. Va ser un geni espiritual i una figura prominent de la filosofia britànica, menys robust i en alguns aspectes menys erudit que Ralph Cudworth, però de pensament més fèrtil. Es va descriure com obsequiat pel do d'un temperament optimista. Va ser conegut per la seua humilitat i caritat així com per la seua pietat. Roman enterrat en la capella del Christ's College.